# 纳粹德国与阿拉伯世界的关系
納粹德國与阿拉伯世界之间的关系較為複雜。兩方之間有過合作關係，因為雙方都反對猶太人、錫安主義、英国、法兰西第三共和国以及共产主义。  

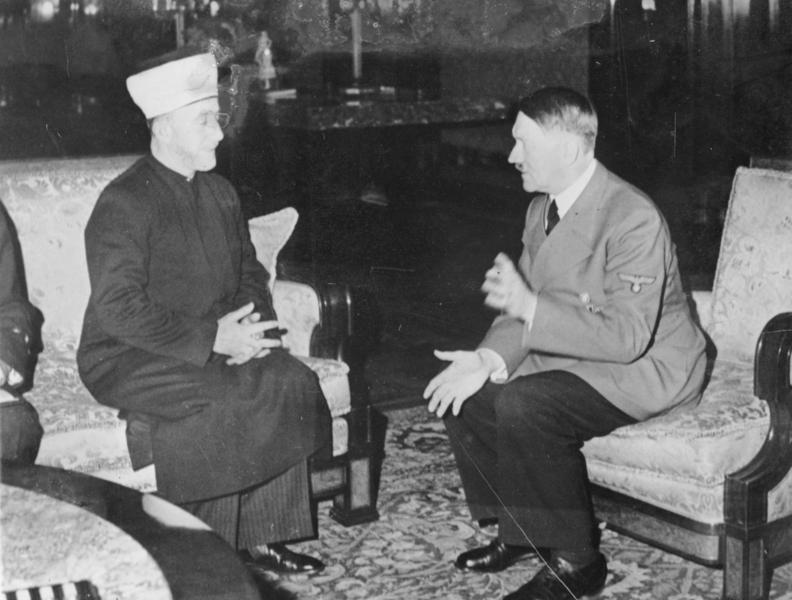
阿明·侯赛尼與希特勒進行會談(1941年11月28日)

阿明·侯赛尼曾公開讚揚納粹德國。阿道夫·希特勒和海因里希·希姆莱也曾表示伊斯兰教相對於基督教而言纪律更严明而且更加军事化和政治化，他們還表揚穆罕默德的政治和军事能力。在第二次世界大戰之前，在中東的德意志侨民還在當地建立了一些纳粹党支部。然而根據纳粹种族理论，阿拉伯人要比德意志人低劣，希特勒和其他纳粹领导人同樣表達過類似觀點。希特勒曾在《我的奮鬥》中毫不掩饰他对阿拉伯世界的蔑視。
尽管穆夫提阿明·侯赛尼積極拉攏納粹德国支持阿拉伯独立，但阿道夫·希特勒拒绝了，他還表示“不想从阿拉伯人那里得到任何东西”。 